# المعهد الهندي للمهندسين الكيميائيين
المعهد الهندي للمهندسين الكيميائيين (بالإنجليزية: Indian Institute of Chemical Engineers)‏ هي هيئة مهنية تهتم بالهندسة الكيميائية في الهند، لديها العديد من المركزا الإقليمية المنتشرة في جميع أنحاء الهند. تاسست عام 1947.